# ジョゼフ・リスター
初代リスター男爵ジョゼフ・リスター（英: Joseph Lister, 1st Baron Lister、1827年4月5日・ロンドン - 1912年2月10日）は、イギリスの外科医。メリット勲章勲爵士（OM）、王立協会フェロー（FRS）、枢密顧問官（PC）。フェノールによる消毒法の開発者。
リスターは1860年からグラスゴー大学、1869年からエディンバラ大学で臨床外科の教授を務めた。1877年にはロンドンに戻り、キングス・カレッジ・ロンドンで臨床外科の教授に就任した。
細菌の一種であるリステリアは彼を記念して献名された。また、口腔消毒薬のリステリンも彼を記念しての商標である。ただし、彼自身はこれらには一切関わっていない。

## 業績
当初のリスターは無名の外科医に過ぎなかった。当時ヨーロッパでは、ルイ・パスツールが汚染と腐敗の関係を発見し、センメルヴェイス・イグナーツ（イグナーツ・ゼンメルワイス）が「医療者の汚染した手によって産褥熱が伝染する」事を発見していた。イギリス国内ではフローレンス・ナイチンゲールが、新鮮な空気や清潔な環境の重要性を説いた。センメルヴェイスもナイチンゲールも医学の主流から見ればまだ非科学的とみなされていた時代である。しかし、小さな手術でさえ術後に起きる「手術熱」と呼ばれる感染による死亡率が高いことに悩んでいたリスターはこれらに注目した。
リスターはそれらを総合して「術後の創傷の化膿は細菌による汚染である」と考え、術野や手術用具を石炭酸で消毒することにした。1865年イギリスのグラスゴー王立病院に馬車にひかれた11歳の少年が脛骨の開放骨折で運び込まれた。当時、開放骨折の予後は極めて悪かったが、リスターは石炭酸を染み込ませた包帯で少年の足を覆い、定期的に交換した。すると傷は化膿することなく完治した。リスターはその後10例の開放骨折の症例でこの方法を用い、8例で成功をおさめ、1867年に医学雑誌「ランセット」に「複雑骨折および膿瘍の新治療法」という論文を発表した。
しかし、消毒薬の正しい使用法がまだ確立されていなかったこともあり、他の医師による追試の結果は惨憺たるものだった。またリスターが無名であったことから、この方法は注目を浴びなかった。イギリス医学界の重鎮で産婦人科医のジェームズ・シンプソンからも反対を受けた。シンプソンがリスターを否定した理由として、彼は針圧止血法の大家であり、石炭酸で処理した糸を使えば安全な血管結紮法ができると主張するリスターとの止血法に対する考え方の違い方があったからともいわれる。それでもリスターは淡々と臨床試験の結果を追加していき、石炭酸の術野への噴霧法を考案した。また、1868年には動物の腸から作られた糸をクロム酸により処理した耐久性のある吸収糸を開発。これは今日でも「クロミックカットグット」として世界中で用いられている。この消毒法と吸収糸により無菌手術を実現、また1869年8月エジンバラ大学の教授職に就任し、この地においても敗血症を激減させた。時と共にやっとリスターの業績が認められ、1883年、ヴィクトリア女王から準男爵の称号を授けられた。その後、空気中の菌の落下はごくわずかで接触感染が問題だという事がわかり、1887年に石炭酸の術野への噴霧法を中止し、現在の無菌操作とほぼ同じものとなった。1902年、時のイギリス国王・エドワード7世が虫垂炎の手術にあたりジョゼフを執刀医に指名するほどとなる（当時、虫垂炎ですら手術による死亡率は高かった）。1912年に肺炎で死去。盛大な国民葬で送られ、ウェストミンスター寺院に埋葬された。

## 略歴
- 1860年 - 王立協会フェローに選出された[3]。
- 1865年 - 11歳の開放骨折の少年を、石炭酸を染み込ませた包帯で治療した。
- 1866年 - ランセットに消毒法に関する論文を発表。
- 1868年 - 耐久性がある吸収糸「クロミックカットグット」を開発した。
- 1883年 - ヴィクトリア女王より準男爵の称号を授かった[4]。
- 1887年 - 術野への石炭酸の噴霧を中止し、現在の無菌操作の原型を完成させた。コテニウス・メダル受賞。
- 1895年 - 王立協会の会長に選出された[3]。
- 1897年 - ヴィクトリア女王より「ライム・リージスのリスター男爵」に叙位された[5]。
- 1902年 - エドワード7世の虫垂炎の手術を執刀した。
- 1912年 - 肺炎で死去し、国民葬で送られた。

## 主な受賞歴
- 1863年 - 王立協会よりクルーニアン・メダル[3]。
- 1880年 - 王立協会よりロイヤル・メダル[3]。
- 1894年 - ロイヤル・ソサエティ・オブ・アーツよりアルバート・メダル
- 1902年 - 王立協会よりコプリ・メダル[3]。